# ハライン郡

ハライン郡
Bezirk Hallein

ハライン郡（ハラインぐん、独: Bezirk Hallein）、通称テンネンガウ（独: Tennengau）は、オーストリアのザルツブルク州にある郡（Bezirk; 行政管区とも訳される）。郡庁所在地はハライン。
北でザルツブルク＝ウムゲーブング郡（フラッハガウ）と、東でオーバーエスターライヒ州のグムンデン郡と、南でザンクト・ヨーハン・イム・ポンガウ郡（ポンガウ）と接する。西はドイツ・バイエルン州オーバーバイエルン行政管区のベルヒテスガーデナー・ラント郡との国境になっている。
ハライン郡には以下の13の市町村（Gemeinde; ゲマインデ）がある。そのうちハラインが市（Stadt）に、4つが町（Marktgemeinde; 市場町）に指定されている。
- アブテナウ Abtenau （町）
- アトネット Adnet
- アンナベルク＝ルンゲーツ Annaberg-Lungötz
- バート・ヴィガウン Bad Vigaun
- ゴリング・アン・デア・ザルツァッハ Golling an der Salzach （町）
- ハライン Hallein （市）
- クリシュプル Krispl
- クッフル Kuchl （町）
- オーバーアルム Oberalm （町）
- プーフ・バイ・ハライン Puch bei Hallein
- ルスバッハ・アム・パス・グシュット Rußbach am Paß Gschütt
- ザンクト・コロマン St. Koloman
- シェッファウ・アム・テンネンゲビルゲ Scheffau am Tennengebirge